# Groß Polzin
Groß Polzin település Németországban, Mecklenburg-Elő-Pomeránia tartományban. Lakosainak száma 392 fő (2023. december 31.).

## Népesség
A település népességének változása:
| Lakosok száma | 396  | 402  | 400  | 404  | 392  |
|               | 2017 | 2019 | 2021 | 2022 | 2023 |